# 江苏省农业科学院粮食作物研究所
江苏省农业科学院粮食作物研究所，隶属于江苏省农业科学院，是中华人民共和国江苏省境内的一个粮食作物研究所。

## 历史沿革
1934年，中央农业实验所麦杂系建立，后与稻作系合并为食用作物系。1978年，改名为粮食作物研究所。下设机构有：水稻研究室、小麦研究室、品种资源研究室、玉米研究室、甘薯研究室、开发研究室、办公室等，主要负责水稻、小麦、玉米、甘薯的选育工作。

## 研究

### 水稻
研究所先后培育出杂交粳稻泗优422、30152、R405、72031、86优8号品种。1999年4月，研究所与袁隆平的湖南杂交水稻研究中心协作培育出两优培九（65002，培矮64S/扬稻6号），成为江苏省第一个通过审定的两系法亚种间杂交稻（籼型两系），之后不断推广，并替换此前大量种植的汕优63。2005年被中华人民共和国农业部认定为超级杂交水稻。之后被认定为超级稻的品种有南粳9108、南粳5055、南粳0212，均为常规粳稻。
研究所还研发了水稻品种有南粳44、南粳46、南粳45、南粳47、95优161、95122A等。

### 玉米
研究所先后培育玉米品种有苏玉28、苏玉29、江南紫糯、苏科糯2号、苏科花糯2008、苏科糯3号。

### 甘薯
研究所先后培育甘薯品种有苏薯11号、苏薯12号、皖苏61、苏薯14号、渝苏8号、渝苏紫43。